# ブラニャック
ブラニャック （Blagnac、オック語:Blanhac）は、フランス、オクシタニー地域圏、オート＝ガロンヌ県のコミューン。トゥールーズ＝ブラニャック国際空港がある。

## 交通
トゥールーズ地下鉄、トラムが運行されている。

## 経済
エアバス社の本社がある他、ATRやエール・フランス・インデュストリー（fr）が拠点を置く、宇宙航空産業が盛んなコミューンである。

## 人口統計
| 1962年 | 1968年 | 1975年 | 1982年 | 1990年 | 1999年 | 2006年 | 2015年 |
| ------ | ------ | ------ | ------ | ------ | ------ | ------ | ------ |
| 5 320  | 8 417  | 11 651 | 14 929 | 17 209 | 20 586 | 21 199 | 23 759 |

sources = 1962年までカッシーニとEHESS、1968年以降はInseeを参考 ·  · 

## 姉妹都市
- ポミリアーノ・ダルコ、イタリア
- ブクストフーデ、ドイツ